# Morten Persson
Morten Persson, född 1948 och bosatt i Vitemölla utanför Kivik i Skåne, var chefredaktör för frimärkstidskriften Nordisk Filateli under drygt 26 års tid 1994–2020. Tidskriften startades 1937 av Ernst Gillberg. Från december 2020 övertog Jonas Hällström tidskriften.